# Musical Moments from Chopin
Musical Moments from Chopin (br: Miniaturas Musicais - Trechos Musicais de Chopin) é um curta-metragem animado de 1946, dirigido por Dick Lundy. É co-estrelado por Pica-Pau. Andy Panda está tentando tocar piano, mas Pica-Pau chega e uma travessura atrás da outra acontece causando um incêndio, que destrói o piano, menos as teclas, Pica-Pau simplesmente apaga as chamas, e com os aplausos, O Pica-Pau levanta Andy, que estava com a cabeça no piano, terminando tal episódio.    

## Dublagem

### Versão Americana
Sem dublagem

#### Versão Brasileira
- Título: Marcelo Gastaldi
- Placas: Garcia Neto
- Versão Brasileira: BKS, São Paulo

## Prêmios e indicações
Oscar 1947
1. melhor curta-metragem de animação (indicado)[1]